# Hitobia
Hitobia es un género de arañas araneomorfas de la familia Gnaphosidae. Se encuentra en este de Asia y sudeste de Asia. 

## Lista de especies
Según The World Spider Catalog 12.0:
- Hitobia asiatica (Bösenberg & Strand, 1906)
- Hitobia cancellata Yin, Peng, Gong & Kim, 1996
- Hitobia chayuensis Song, Zhu & Zhang, 2004
- Hitobia menglong Song, Zhu & Zhang, 2004
- Hitobia monsta Yin, Peng, Gong & Kim, 1996
- Hitobia taiwanica Zhang, Zhu & Tso, 2009
- Hitobia tenuicincta (Simon, 1909)
- Hitobia unifascigera (Bösenberg & Strand, 1906)
- Hitobia yaginumai Deeleman-Reinhold, 2001
- Hitobia yasunosukei Kamura, 1992
- Hitobia yunnan Song, Zhu & Zhang, 2004